# Kwas acetylenodikarboksylowy
Kwas acetylenodikarboksylowy, HO
2C−C≡C−CO
2H – organiczny związek chemiczny, nienasycony kwas dikarboksylowy. Tworzy bezbarwne kryształy rozpuszczalne w wodzie, etanolu i eterze dietylowym.
Kwas acetylenodikarboksylowy używany jest do syntezy acetylenodikarboksylanu dimetylu (DMAD), stosowanego w cykloaddycji w reakcji Dielsa-Aldera.